# Pronúcleo
Pronúcleo é o núcleo de um espermatozoide ou óvulo durante o processo de fecundação, após o espermatozoide entrar no óvulo e antes de se fundirem.